# نادي نيكاكسا
نادي نيكاكسا هو أحد أندية كرة القدم في المكسيك تأسس في 21 أغسطس سنة 1923م.

## أهم إنجازاته
- تحقيق المركز الثالث في كأس العالم للأندية عام 2000م
- تحقيق بطولة الدوري 3 مرات
- كأس ابطال الكونكاكاف مرة واحدة عام 1999م وغيرها من البطولات